# Alija del Infantado
Alija del Infantado (leóni nyelven Alixa) település Spanyolországban, León tartományban. Lakosainak száma 573 fő (2024).

## Földrajza
Alija del Infantado Roperuelos del Páramo, Pozuelo del Páramo, Maire de Castroponce, Coomonte, Villaferrueña, Arrabalde, Alcubilla de Nogales, San Esteban de Nogales és Quintana del Marco községekkel határos.

## Népesség
A település lakosságának változását az alábbi diagram mutatja:
| Lakosok száma | 941  | 905  | 893  | 809  | 798  | 758  | 687  | 647  | 569  | 573  |
|               | 2001 | 2004 | 2007 | 2009 | 2012 | 2014 | 2017 | 2019 | 2022 | 2024 |